# La famiglia assassina di Ma Barker
La famiglia assassina di Ma Barker (Ma Barker's Killer Brood) è un film del 1960 diretto da Bill Karn. Il film è ispirato alla figura di Ma Barker. Venne pubblicata anche la colonna sonora del film.

## Trama
Durante gli anni trenta del XX secolo, Ma Barker fu una criminale con quattro figli che vennero da lei avviati sin dall'infanzia alla delinquenza, commettendo rapine e sequestri.